# Yoshitaka Akimitsu
Yoshitaka Akimitsu (jap. 秋満 義孝, Akimitsu Yoshitaka; * 19. August 1929 in der Präfektur Tokio) ist ein japanischer Jazzmusiker (Piano), stilistisch der Swing-Tradition verbunden.
Yoshitaka Akimitsu arbeitete ab Mitte der 1950er-Jahre in der japanischen Jazzszene; erste Aufnahmen entstanden 1956 mit dem Shoji Suzuki Quintett. In den folgenden Jahren spielte er u. a. mit Martha Miyake und war 1958 Mitglied der vom Swing Journal ausgewählten Critics Poll Swing Group. Nachdem in den 1960er-Jahren keine Aufnahmen entstanden, begleitete er 1972 mit seinem Oktett die Sängerin Gigliola Cinquetti (Gigliola Cinquetti in Giappone). Lange Jahre arbeitete er in den Swingbands von Eiji Kitamura. In dieser Zeit wirkte er auch bei Aufnahmen von Kohji Fujika (Happy Session, 1978) und Mitsuru Ono (Memories of You) mit; Er arbeitete außerdem mit Ray Anthony (Deluxe Ray Anthony in Japan).
1979 nahm Akimitsu in Triobesetzung mit Ikuo Ikezawa und Hiroshi Sunaga das Album  Something to Remember You By (Audio Lab) auf; darauf interpretierte er Jazznummern wie „Count Every Star“, „It’s Been a Long Long Time“, „It’s Magic“ und „Laughing on the Outside“. Unter eigenem Namen legte er außerdem die Alben Vivre pour vivre (Toshiba Records), My Melancholy Baby (Toshiba, 1980) und Hello Teddy (Eastworld, 1980, mit Teddy Wilson, Koji Tohyama, Eiji Kitamura, Tsuyoshi Watanabe) vor.
In den späteren Jahren spielte er noch mit Akitoshi Igarashi (Swing Time, 1988) und mit Shoji Suzuki & The Rhythm Ace. Im Bereich des Jazz listet ihn Tom Lord zwischen 1956 und 1996 bei 27 Aufnahmesessions, zuletzt im Duo mit den Saxophonisten Satoru Oda (Swing and Swing, Joint Duo).